# کلاوس فون دونانی
کلاوس فون دونانی (انگلیسی: Klaus von Dohnanyi؛ زادهٔ ۲۳ ژوئن ۱۹۲۸) سیاستمدار و وکیل اهل آلمان است.